# اندی دیلور
اندی دیلور (انگلیسی: Andy Delort؛ زادهٔ ۹ اکتبر ۱۹۹۱) بازیکن فوتبال فرانسوی-الجزایری است.
از باشگاه‌هایی که در آن بازی کرده‌است می‌توان به باشگاه فوتبال آژاکسیو، باشگاه فوتبال متس، باشگاه فوتبال ویگان اتلتیک، باشگاه فوتبال کان، و باشگاه فوتبال آژاکسیو اشاره کرد.
وی همچنین در تیم‌های ملی فوتبال زیر ۲۰ سال فرانسه بازی کرده‌است.